# Samuel García
Samuel García Sánchez (ur. 13 lipca 1990 w Maladze) – hiszpański piłkarz występujący na pozycji napastnika w klubie Levante UD.